# Fantasy Filmfest 1999
Das 13. Fantasy Filmfest (1999) fand in der Zeit vom 28. Juli bis 18. August in den Städten Berlin, Frankfurt, Hamburg, Köln, München und Stuttgart statt.

## Liste der gezeigten Filme
| Titel                                      | Regisseur                           | Sparte                      |
| ------------------------------------------ | ----------------------------------- | --------------------------- |
| The 13th Floor – Bist du was du denkst?    | Josef Rusnak                        | Premieren                   |
| Der 13te Krieger                           | John McTiernan und Michael Crichton | Premieren                   |
| 303 Fear Faith Revenge                     | Somching Srisupap                   | Premieren                   |
| Engel der Finsternis                       | Shaky González                      | Premieren                   |
| Der Musterschüler                          | Bryan Singer                        | Premieren                   |
| Ballistic Kiss                             | Donnie Yen                          | Premieren                   |
| Beowulf                                    | Graham Baker                        | Premieren                   |
| Blair Witch Project                        | Eduardo Sánchez und Daniel Myrick   | Premieren                   |
| Der blutige Pfad Gottes                    | Troy Duffy                          | Closing Night               |
| Chucky und seine Braut                     | Ronny Yu                            | Premieren                   |
| The Challenge of the Lady Ninja            | Tso Nam Lee                         | Premieren                   |
| Decadence                                  | Jean-Clément Gunter                 | Premieren                   |
| Gnadenlos schön                            | Michael Patrick Jann                | Premieren                   |
| eXistenZ                                   | David Cronenberg                    | Premieren                   |
| Fever                                      | Alex Winter                         | Premieren                   |
| Gamera 2 – Attack of the Legion            | Shûsuke Kaneko                      | Premieren                   |
| Holgi                                      | Günter Knarr                        | Premieren                   |
| Die Killerhand                             | Rodman Flender                      | Premieren                   |
| Jenseits der Träume                        | Neil Jordan                         | Premieren                   |
| Intruder                                   | Tsang Kan-Cheung                    | Premieren                   |
| Konoichi – Lady Ninja                      | Hitoshi Ozawa                       | Premieren                   |
| Mord am See                                | Hans Åke Gabrielsson                | Premieren                   |
| Lighthouse – Insel des Grauens             | Simon Hunter                        | Premieren                   |
| The Limey                                  | Steven Soderbergh                   | Premieren                   |
| Verhandlungssache                          | F. Gary Gray                        | Premieren                   |
| Office Killer                              | Cindy Sherman                       | Premieren                   |
| Organ                                      | Kei Fujiwara                        | Premieren                   |
| Oxygen                                     | Richard Shepard                     | Premieren                   |
| Plunkett & Macleane – Gegen Tod und Teufel | Jake Scott                          | Premieren                   |
| Besessen                                   | Anders Rønnow-Klarlund              | Premieren                   |
| Rabid – Der brüllende Tod                  | David Cronenberg                    | Hommage an David Cronenberg |
| Ravenous – Friss oder stirb                | Antonia Bird                        | Premieren                   |
| Resurrection – Die Auferstehung            | Russell Mulcahy                     | Premieren                   |
| Ringu                                      | Hideo Nakata                        | Premieren                   |
| Scanners – Ihre Gedanken können töten      | David Cronenberg                    | Hommage an David Cronenberg |
| Scarfies                                   | Robert Sarkies                      | Premieren                   |
| Schrei, denn ich werde dich töten!         | Robert Sigl                         | Premieren                   |
| Menschenfeind                              | Gaspar Noé                          | Premieren                   |
| Parasiten-Mörder                           | David Cronenberg                    | Hommage an David Cronenberg |
| Sleepless Town                             | Chi-Ngai Lee                        | Premieren                   |
| The Soul Guardians                         | Park Kwang-Choon                    | Premieren                   |
| Echoes – Stimmen aus der Zwischenwelt      | David Koepp                         | Premieren                   |
| Stormriders                                | Wai-keung Lau                       | Premieren                   |
| Dee Snider’s Strangeland                   | John Pieplow                        | Premieren                   |
| Das Tal der Schatten                       | Nathaniel Gutman                    | Premieren                   |
| Total Recall 2070: Maschinenträume         | Mario Azzopardi                     | Premieren                   |
| Trance                                     | Michael Almereyda                   | Premieren                   |
| Twilight Zone                              | Diverse                             | Special Twilight Zone       |
| Two Hands                                  | Gregor Jordan                       | Premieren                   |
| Videodrome                                 | David Cronenberg                    | Hommage an David Cronenberg |
| Wing Commander                             | Chris Roberts                       | Premieren                   |
| Winter Lily                                | Roshell Bissett                     | Premieren                   |
| Wishmaster 2 – Das Böse stirbt nie         | Jack Sholder                        | Premieren                   |

Neben dem Langfilmprogramm wurden diverse Kurzfilme gezeigt, u. a. Ben von Ivar Leon Menger, Ingo Jownes und die schlimme Mumie von Thilo Gosejohann und More von Mark Osborne.